# Villa Vizcaya
La Vizcaya è una villa sulla baia di Biscayne nel quartiere di Coconut Grove a Miami, in Florida.

## Il nome
Il nome Vizcaya deriva dall'omonima provincia Basca, vi sono evidenze documentarie secondo cui Deering voleva perpetuare il concetto che Vizcaya fosse un mitico esploratore e scelse come simbolo principale della villa le caravelle (che ricordano l'epoca delle grandi esplorazioni del nuovo mondo). All'ingresso della proprietà una statua del mitico esploratore "Bel Vizcaya" dà il benvenuto ai visitatori.

## Storia
Fu fatta costruire da James Deering (1859 – 1925) come residenza estiva. Edificata fra il 1914 ed il 1916, ma per la costruzione dei complessi giardini i lavori si protrassero fino ai primi anni '20. La proprietà si estende per circa 8 ettari, comprendendo giardini e laghi ed altri edifici di servizio della villa.  Negli ultimi anni di costruzione, a causa della I guerra mondiale, i lavori furono eseguiti con difficoltà poiché non si potevano importare i materiali dall'Europa. La villa Vizcaya può essere considerata un'espressione dell'American Renaissance, il suo gusto in particolare fa riferimento al rinascimento veneto ed al barocco. La villa in particolare evidenzia stretti riferimenti alla settecentesca Villa Rezzonico di Bassano del Grappa e nel piccolo porticciolo ai paesaggi urbani veneziani. L'ideazione del progetto fu affidata a Paul Chalfin che fu coadiuvato dall'architetto e pittore Phineas Paist (1873-1937). Il progetto degli edifici fu affidato all'architetto americano F. Burrall Hoffman (New Orleans, Louisiana, 1882 –Hobe Sound, Florida, 1980), mentre quello dei giardini a Diego Suarez.
La villa è particolare per il felice adattamento della tradizione culturale europea con il paesaggio subtropicale di Miami. Infatti per la costruzione della villa furono impiegati sia i marmi provenienti dall'Europa sia la pietra locale, anche le essenze arboree sono miste infatti insieme a quelle endemiche si trovano alberi esotici provenienti dall'Europa.

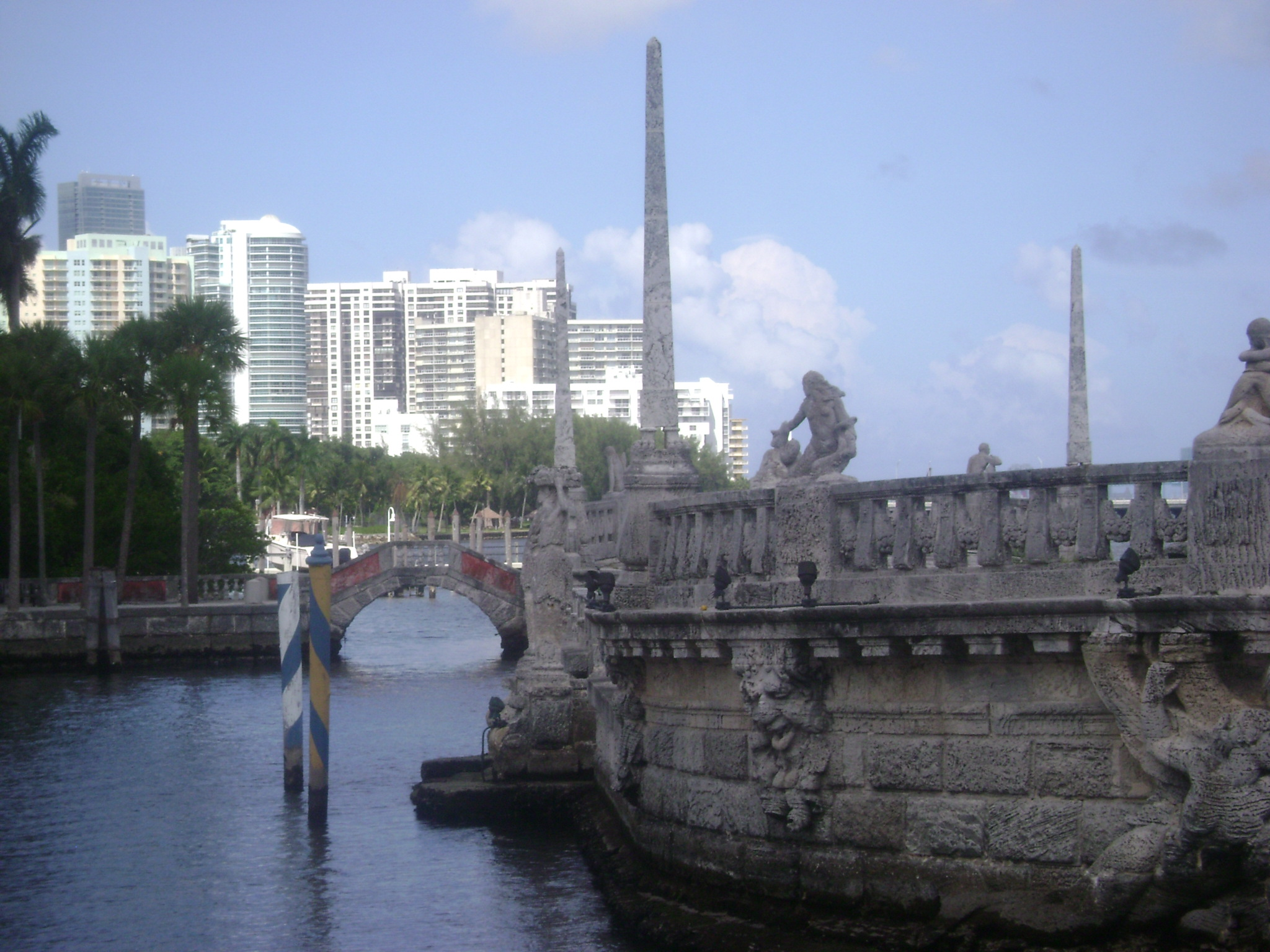
Frangiflutti della Villa, sullo sfondo la città di Miami

## Il museo
Nel 1953 la villa Vizcaya è stata aperta al pubblico come Museo d'arte Miami-Dade County Art Museum. Nel 1994 la villa è divenuta monumento nazionale ossia National Historic Landmark.
Poco tempo dopo il museo prese il nome attuale e cioè Vizcaya Museum and Gardens, che consiste nella villa principale e i suoi giardini (compreso un orto botanico) e gran parte delle collezioni originali della casa. All'interno della villa-museo ci sono oltre 70 stanze decorate, inoltre sono custoditi numerosi mobili e oggetti d'arte europea che vanno dal XV secolo fino ai primi del XIX secolo.

## L'orto botanico
La realizzazione dei giardini fu curata dall'esperto paesaggista Diego Suarez (Bogotá, Colombia, 1888 - New York, 1974).

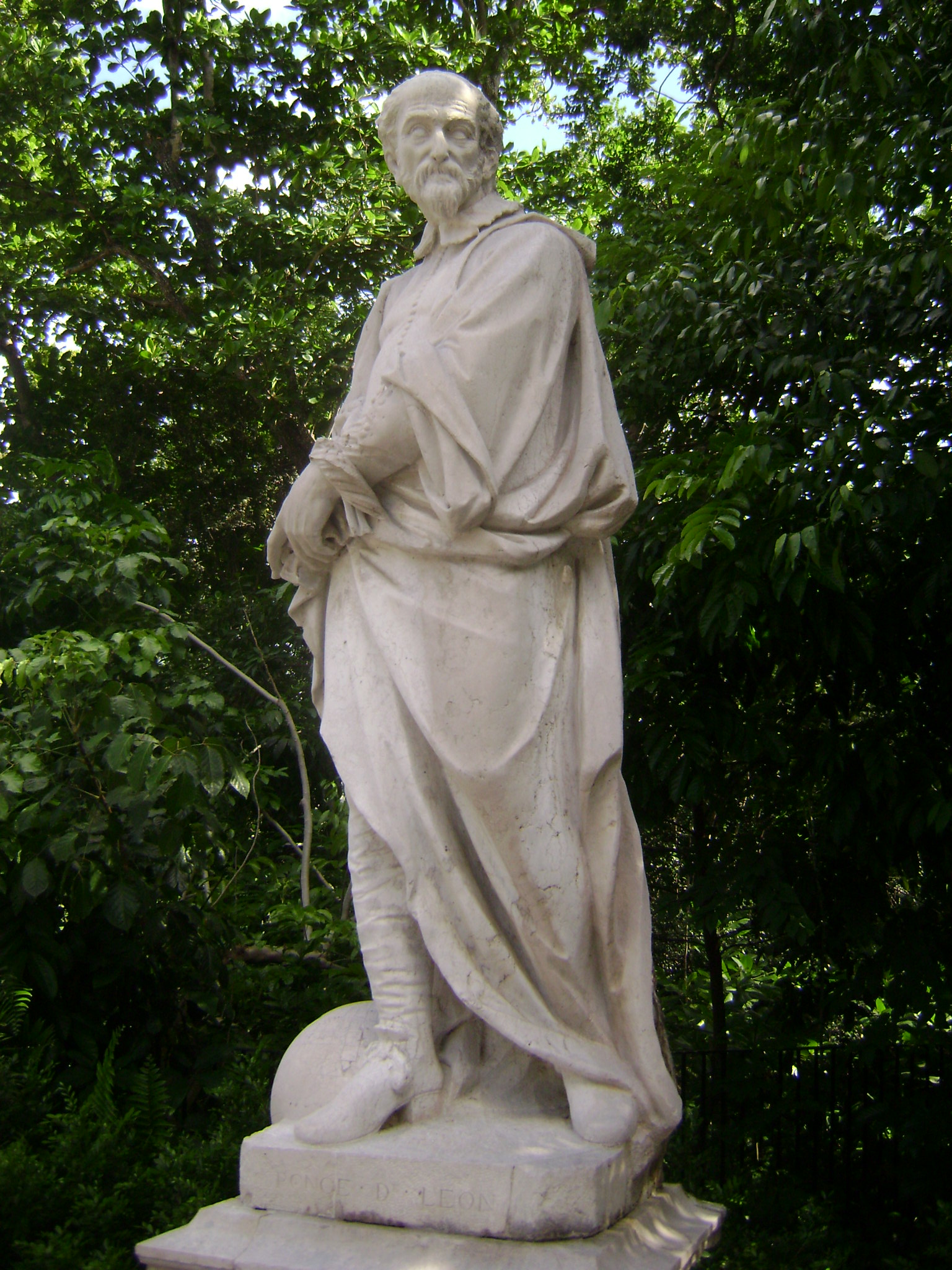
La statua di Juan Ponce de León nel giardino

## Avvenimenti
A villa Vizcaya il 10 settembre 1987 il presidente degli USA Ronald Reagan ricevette, nella prima visita ufficiale di un pontefice a Miami, il papa Giovanni Paolo II che nelle stanze del museo tenne il suo discorso.
La villa Vizcaya è visibile nelle scene iniziali del film Airport 77.
Viene, inoltre, sfruttata come residenza del ricco Ronald Camp nel film Ace Ventura - L'acchiappanimali, con Jim Carrey.